# Sezam i inne opowiadania
Sezam i inne opowiadania – zbiór opowiadań Stanisława Lema, wydany nakładem wydawnictwa Iskry w roku 1954. Okładkę projektował Jan Młodożeniec. Drugie i ostatnie wydanie w 1955, później autor nie zgadzał się na wznawianie tej pozycji z uwagi na elementy socrealizmu zawarte w większości utworów.
Po raz pierwszy ujawnił się w kilku utworach Ijon Tichy, bohater cyklu groteskowych opowiadań Dzienniki gwiazdowe. Kolejne części przygód Tichego powstawały przez cały okres twórczości Lema. W innych utworach pojawiają się zalążki przyszłych pomysłów literackich: tytułowy Sezam (skrót od Stacjonarny Elektronowy Zespół Automatów Matematycznych) można uznać za protoplastę superkomputera Golem XIV. W opowiadaniu Hormon agatotropowy kluczową rolę odgrywa substancja uniemożliwiająca czynienie zła i wywołująca nagły przypływ empatii oraz altruizmu, występująca pod nazwą BMB (skrót od Bomby Miłości Bliźniego) lub dobruchany w utworze Kongres futurologiczny.
Zbiór został przetłumaczony na język czeski, był dwukrotnie wydany pod tytułem Sezam – w roku 1957 i 1960.

## Spis utworów
- Topolny i Czwartek
  - I. Zaczarowanie Topolnego
  - II. Cud Czwartka
- Kryształowa kula (części tego opowiadania można odnaleźć w powieści Fiasko[7])
- Sezam
- Electronic Subversive Ideas Detector
- Klient PANABOGA
- Hormon agatotropowy
- Dzienniki gwiazdowe Ijona Tichego (debiutujące w tym zbiorze opowiadania zostały wydane pod tymi samymi tytułami w późniejszych edycjach Dzienników...[8])
  - Przedmowa profesora Tarantogi
  - Podróż dwudziesta druga
  - Podróż dwudziesta trzecia
  - Podróż dwudziesta czwarta
  - Podróż dwudziesta piąta
  - Podróż dwudziesta szósta i ostatnia (brak w późniejszych niż z 1957 wydaniach Dzienników...[4])

## Utwory

### Topolny i Czwartek

#### I. Zaczarowanie Topolnego
Profesor Siodło, wykładowca Instytutu Chemii Jądrowej Polskiej Akademii Nauk i Uniwersytetu Warszawskiego, dzieli się ze swoimi współpracownikami wiadomości ze Stanów Zjednoczonych. Grupa amerykańskich naukowców próbowała stworzyć nowy superciężki pierwiastek uranowy, ale ich wysiłki spełzły na niczym. Jeden z asystentów profesora Siodły, magister Toporny, decyduje się sam zmierzyć się z tym wyzwaniem.

#### II. Cud Czwartka
Asystent profesora Siodły, magister Czwartek, pracuje nad artykułem naukowym o powszechności praw natury. W pewnym momencie, przez nieostrożność, magister potrąca bibularz z biurka, ale ten nie spada. Czwartek jest przekonany, że jest świadkiem cudu.

### Kryształowa kula
Doktor Wheland, amerykański uczony, udaje się do profesora Chardina, francuskiego entomologa, by namówić go do wykorzystania jego wiedzy w celach wojennych. Francuz opowiada Amerykaninowi o wyprawie, jaką odbywał w Kongo Belgijskim w celu badania tamtejszych termitów.

### Sezam
Narrator opowiadania jest oprowadzany przez profesora po sali, w której znajduje się potężny mózg elektronowy - Stacjonarny Elektronowy Zespół Automatów Matematycznych, pracujący nad wyjątkowo trudnymi zagadnieniami. Mężczyźni wdają się w dyskusję na temat wyższości (lub jej braku) działań komputera nad działaniami ludzkiego mózgu.

### Electronic Subversive Ideas Detector
Profesor Elmer B. Coleman ogłasza na zebraniu inżynierów-elektroników powstanie mózgu elektronowego, służącego wykrywaniu wśród Amerykanów osób o skłonnościach wywrotowych - Electronic Subversive Ideas Detector (Esid). Dzięki ustawodawstwu przeforsowanemu przez Kongres Esid może wydawać wyroki wobec osób podejrzanych, które to wyroki nie podlegają apelacji. Jakiś czas później profesor sam staje się obiektem przesłuchania przez Esid.

### Klient PANABOGA
Bogaty amerykański gangster, świadomy zbliżającego się kresu swego życia, decyduje się zadbać o sprawy duchowe. Z pomocą przychodzi mu PANABOGA (Panamerykańskie Biuro Obsługi Grzeszników-Ateistów), które proponuje mu różne dostępne wyznania religijne.

### Hormon agatotropowy
Sekretarz stanu USA udaje się w wizytą na Nieznaną Wyspę, gdzie przedstawiciele amerykańskich koncernów dążą do przejęcia lokalnych bogactw naturalnych. Plany te kończą się fiaskiem, gdy Amerykanie próbują soku z miejscowego kaktusa, konsumpcja którego skłania ich do wyrzeczenia się kolonializmu i kapitalizmu.

### Dzienniki gwiazdowe Ijona Tichego

#### Przedmowa profesora Tarantogi
Krótki wstęp, przedstawiający czytelnikom wyimek z liczących 87 tomów in quarto z suplementem dzienników słynnego podróżnika kosmicznego, Ijona Tichego. Jego autorem jest Astral Sternu Tarantoga.

#### Podróż dwudziesta druga
Przeglądając pamiątki ze swoich wypraw, Ijon Tichy koncentruje swoją uwagę na scyzoryku i przypomina sobie historię, związaną z tym przedmiotem. Podróżując po planetach słońca Erypelazy, zdaje sobie w pewnym momencie sprawę, że nie ma nożyka. Poszukując zguby, Tichy trafia na planetę Andrygonów (przekonanych, że niemożliwe jest życie na Ziemi), a także na planetę zamieszkaną przez ojca Lacymona, chrześcijańskiego misjonarza, który raczy podróżnika opowieścią o trudach nawracania istot pozaziemskich.

#### Podróż dwudziesta trzecia
Tichy wybiera się na planetę Bżutów, krążącą wokół gwiazdy podwójnej Erpeya, tak małą, że jej mieszkańcy nie mogą naraz zmieścić się swobodnie na jej powierzchni. Taki sposób wymusza na Bżutach konieczność rozpylania się na atomy za pomocą specjalnych aparatów za każdym razem, gdy ich ciało jest im "zbędne". Tichy również decyduje poddać się takiemu rozpyleniu.

#### Podróż dwudziesta czwarta
Tichy trafia na planetę Indiotów. Jeden z napotkanych mieszkańców przedstawia mu historię planety, pierwotnie zamieszkałej przez trzy klasy: Spirytów, Dostojnych i Tyrałów. Postęp techniczny doprowadził do niepokojów społecznych, Dostojni zdecydowali więc o stworzeniu maszyny, której zadaniem byłoby zaprowadzenie ładu i porządku na planecie.

#### Podróż dwudziesta piąta
Kosmiczni podróżnicy, korzystający z trasy między planetami Mutrią i Latrydą, przekazują niepokojące relację o mieszkających tam stworach, atakujących przelatujące rakiety. Z problemem próbuje się zmierzyć wielu specjalistów, lecz ostatecznej odpowiedzi udzielił dopiero profesor Tarantoga: stwory są potomkami ziemniaków, zmuszonych do życia w trudnych warunkach.
Druga część opowiadania poświęcona jest próbom spotkania Tichego i Tarantogi. Podróżnik podąża za profesorem śladem pozostawionych na planetach przez uczonego wiadomości.

#### Podróż dwudziesta szósta i ostatnia
Opowiadanie przedstawia kulisy poznania Ijona Tichego i profesora Tarantogi. Dzięki informacjom uczonego Tichy decyduje się odwiedzić planetę Meopserę, zamieszkałą przez Muciochów.